# تشارلز كي. بليس
تشارلز كي. بليس (بالألمانية: Charles K. Bliss)‏ (و. 1897 – 1985 م) هو لغوي، وsemiotician، ومهندس كيميائي من النمسا . ولد في Chernivtsi .
توفي في سيدني .

## التعليم
تعلم في Vienna University of Technology

## أعمال بارزة
من أهم أعماله:
- Blissymbols.